# Михайловка (Третьяковський район)
Миха́йловка (рос. Михайловка) — село у складі Третьяковського району Алтайського краю, Росія. Входить до складу Третьяковської сільської ради.

## Населення
Населення — 570 осіб (2010; 680 у 2002).
Національний склад (станом на 2002 рік):
- росіяни — 94 %